# Fox (serie televisiva)
Fox è una serie televisiva britannica in 13 episodi trasmessi per la prima volta nel corso di una sola stagione nel 1980.
È una serie del genere drammatico incentrata sulle vicende della famiglia Fox, che vive a Londra e ha collegamenti con la malavita.

## Personaggi e interpreti

### Personaggi principali
- Vin Fox (13 episodi, 1980), interpretato da Bernard Hill.
- Ray Fox (13 episodi, 1980), interpretato da Derrick O'Connor.
- Joey Fox (13 episodi, 1980), interpretato da Larry Lamb.
- Kenny Fox (13 episodi, 1980), interpretato da Ray Winstone.
- Connie Fox (12 episodi, 1980), interpretato da Elizabeth Spriggs.
- Nan (12 episodi, 1980), interpretata da Cindy O'Callaghan.
- Phil Fox (11 episodi, 1980), interpretato da Eamon Boland.
- Renie Fox (11 episodi, 1980), interpretata da Rosemary Martin.

### Personaggi secondari
- Anna Pegram (8 episodi, 1980), interpretata da Yvette Dotrice.
- Billy Fox (7 episodi, 1980), interpretato da Peter Vaughan.
- Carol (7 episodi, 1980), interpretata da Trudie Goodwin.
- Andy Fox (6 episodi, 1980), interpretato da Richard Weinbaum.
- Madeline (6 episodi, 1980), interpretata da Helen Gelzer.
- Eddie (6 episodi, 1980), interpretato da Patrick Hannaway.
- Albert (6 episodi, 1980), interpretato da Bob Bryan.
- George Macey (5 episodi, 1980), interpretato da Shaun Curry.
- Frank Macey (5 episodi, 1980), interpretato da Sidney Livingstone.
- Bette Green (5 episodi, 1980), interpretata da Maggie Steed.
- Steve (5 episodi, 1980), interpretato da Tim Pearce.
- Peg (4 episodi, 1980), interpretato da Mary Peach.
- Griff (4 episodi, 1980), interpretato da Karl Howman.
- Clem (4 episodi, 1980), interpretato da David Arlen.
- Sammy Fox (4 episodi, 1980), interpretato da Alexis Walker.
- Karen Fox (4 episodi, 1980), interpretata da Kellie Byrne.
- Sheila Fox (3 episodi, 1980), interpretata da Margaret Nolan.
- Bob Cooper (3 episodi, 1980), interpretato da John Ronane.
- Mrs. Pegram (3 episodi, 1980), interpretato da Frances Bennett.
- Alan Haywood (3 episodi, 1980), interpretato da Harry South.
- Jenny (3 episodi, 1980), interpretato da Gail Shaw.
- Skegg (3 episodi, 1980), interpretato da Tony Calvin.
- Maxie Lane (3 episodi, 1980), interpretato da Dave Ould.
- Detective Sergente Dalton (3 episodi, 1980), interpretato da Geoffrey Leesley.
- Warleigh (2 episodi, 1980), interpretato da John Rhys-Davies.
- Detective Davin (2 episodi, 1980), interpretato da David Calder.

## Produzione
La serie fu prodotta da Graham Benson per la Euston Films e la Thames Television e girata a Margate in Inghilterra. Le musiche furono composte da George Fenton. Il regista è Jim Goddard, lo sceneggiatore è Trevor Preston.

## Distribuzione
La serie fu trasmessa nel Regno Unito dal 10 marzo 1980 al 2 giugno 1980 sulla rete televisiva Independent Television.

## Episodi
| Stagione       | Episodi | Prima TV Regno Unito |
| -------------- | ------- | -------------------- |
| Prima stagione | 13      | 1980                 |